# Thiago Silva (arts martiaux mixtes)
Pour les articles homonymes, voir Thiago Silva (homonymie) et Silva.
Thiago Anderson Ramos da Silva, né le 12 novembre 1982 à São Carlos, est un pratiquant brésilien d'arts martiaux mixtes (MMA) et ceinture noire en jiu-jitsu brésilien. Il combat actuellement dans la division des poids mi-lourds de l'Ultimate Fighting Championship. Ancien membre de la célèbre Chute Boxe Academy, Silva s'entraîne désormais avec les Blackzilians.
Le 7 février 2014, il est arrêté par la police américaine après avoir menacé des gens avec une arme. Dana White président de l'UFC, le licencie après cette histoire.

## Parcours en arts martiaux mixtes

### Débuts
Avant de signer avec l'Ultimate Fighting Championship, Silva a combattu quasi-exclusivement au Brésil. Durant ses 9 premiers combats professionnels, il présente une fiche parfaite de 9–0, gagnant 7 de ses combats par KO ou TKO.

### Ultimate Fighting Championship
Silva fait ses débuts à l'Ultimate Fighting Championship contre James Irvin (en) lors de l'UFC 71. Durant le premier round, Irvin se blesse au genou et ne peut continuer le combat. Silva est déclaré vainqueur par TKO. Son combat suivant fut contre Tomasz Drwal (en), nouveau venu à l'UFC lors de l'UFC 75. Silva gagna le match par TKO lors du deuxième round.
Après ses deux premières victoires, Silva fit ses débuts en Prime Time de la carte principale de l'UFC 78 contre Houston Alexander (en) qu'il mit KO lors de la première reprise.
Il affronta ensuite Antonio Mendes lors de l'UFC 84 qu'il battit par soumission lors du premier round.
Programmé originellement pour affronter le futur champion Lourds-légers de l'UFC Lyoto Machida lors de UFC 89, il dut finalement renoncer à cause d'une blessure au dos. Le combat fut reprogrammé et eut lieu lors l'UFC 94. Machida gagna par KO à la fin de la première reprise mettant fin à l'invincibilité de Silva.
Il combattit Keith Jardine lors de l'UFC 102 qu'il mit KO lors du premier round.
Son combat suivant fut contre le meilleur ami et partenaire d'entraînement de Keith Jardine, Rashad Evans lors du Maint Event de l'UFC 108, qu'il perdit à la décision des juges.
Silva fut programmé pour affronter Tim Boetsch lors de l'UFC 117, mais fut forcé de renoncer une nouvelle fois à cause d'une blessure au dos et il fut finalement remplacé par Todd Brown.
Silva affronta Brandon Vera le 1er janvier 2011 à l'UFC 125. Il domina le combat de bout en bout et gagna par décision unanime des juges. Mais quelques semaines plus tard, Thiago Silva est contrôlé positif et donc son combat contre Vera est considéré comme un no contest. Silva aurait fourni un échantillon d'urine synthétique lors du contrôle. Il est alors suspendu pour un an,. Il devait alors affronter Quinton Jackson le 28 mai 2011 lors de l'UFC 130 mais il sera finalement remplacé par Matt Hamill pour ce combat.
Après avoir purgé sa suspension d'un an, Silva devait affronter Brandon Vera dans un match revanche le 15 mai 2012 lors de l'UFC on Fuel TV 3. Cependant, Vera dut déclarer forfait à la suite d'une blessure et fut programmé contre Igor Pokrajac (en) mais à la suite de la blessure d'Antônio Rogério Nogueira, il remplaça ce dernier contre le suédois Alexander Gustafsson lors de l'UFC on Fuel TV 2. Le 14 avril 2012, Silva perdit contre Gustafsson par décision unanime (30-27, 30-27, et-28)
Silva devait affronter son compatriote Maurício Rua lors de l'UFC 149 le 21 juillet 2012 mais il dut déclarer forfait à cause d'une blessure. Il combat à l'UFC on Fuel TV 6 contre Stanislas Nedkov. Il gagne par soumission au troisième round. Mais après un contrôle antidopage il est testé positif au cannabis, sa victoire est donc modifiée en no-contest et il est suspendu 6 mois.
Silva revient le 8 juin 2013, à l'UFC on Fuel TV 10, au Brésil. Il combat Rafael Cavalcante (en), ancien champion du Strikeforce. Il le bat par KO au premier round. Silva obtient deux bonus, KO de la soirée et combat de la soirée.
Pour son combat suivant, Silva affronte Matt Hamill lors de l'UFC Fight Night 29 : Maia vs Shields, le 9 octobre 2013 au Brésil. Thiago Silva échoue lors de la pesée, le combat se passera donc en poids variable et il devra donner 25 % de sa bourse à son adversaire comme le prévoit le règlement. Il remporte ce combat par décision unanime.

## Vie privée
Silva réside actuellement à Coconut Creek en Floride avec sa femme Thaysa.
Il considère l'ancien champion poids moyens du Pride Wanderlei Silva comme son héros sur son profil UFC.
Luiz Cané, son ancien rival, est aujourd'hui son partenaire d'entraînement à l'American Top Team et aussi l'un de ses meilleurs amis.

## Palmarès en arts martiaux mixtes
| 32 combats     | 21 victoires | 9 défaites |
| Par KO         | 15           | 4          |
| Par soumission | 1            | 1          |
| Sur décision   | 5            | 4          |
| Sans décision  | 2            | 2          |

| Résultat      | Record   | Adversaire             | Méthode                              | Événement                            | Date              | Round | Temps | Lieu                           | Notes |
| ------------- | -------- | ---------------------- | ------------------------------------ | ------------------------------------ | ----------------- | ----- | ----- | ------------------------------ | --- |
| Victoire      | 16-3 (2) | Matt Hamill            | Décision unanime                     | UFC Fight Night: Maia vs. Shields    | 9 octobre 2013    | 3     | 5:00  | Barueri, Brésil                | Silva échoue à la pesée. Combat en poids intermédiaire : 208 lb (95 kg).                                                 |
| Victoire      | 15-3 (2) | Rafael Cavalcante      | KO (coups de poing)                  | UFC on Fuel TV: Nogueira vs. Werdum  | 8 juin 2013       | 1     | 4:29  | Brésil                         | Fortaleza, Brésil |
| Sans décision | 14-3 (2) | Stanislav Nedkov       | Sans décision                        | UFC on Fuel TV: Franklin vs. Le      | 10 novembre 2012  | 3     | 1:45  | Macao, Chine                   | Victoire originel de Silva par soumission annulée à la suite d'un contrôle positif au cannabis. Soumission de la soirée. |
| Défaite       | 14-3 (1) | Alexander Gustafsson   | Décision unanime                     | UFC on Fuel TV: Gustafsson vs. Silva | 14 avril 2012     | 3     | 5:00  | Stockholm, Suède               | |
| Sans décision | 14-2 (1) | Brandon Vera           | Sans décision                        | UFC 125: Resolution                  | 1er janvier 2011  | 3     | 5:00  | Las Vegas, Nevada, États-Unis  | Victoire originel de Silva par décision unanime annulée à la suite d'un contrôle antidopage positif (stéroïdes).         |
| Défaite       | 14-2     | Rashad Evans           | Décision unanime                     | UFC 108: Evans vs. Silva             | 2 janvier 2010    | 3     | 5:00  | Las Vegas, Nevada, États-Unis  | |
| Victoire      | 14-1     | Keith Jardine          | KO (coups de poing)                  | UFC 102: Couture vs. Nogueira        | 29 août 2009      | 1     | 1:35  | Portland, Oregon, États-Unis   | |
| Défaite       | 13-1     | Lyoto Machida          | KO (coup de poing)                   | UFC 94: St-Pierre vs. Penn 2         | 31 janvier 2009   | 1     | 4:59  | Las Vegas, Nevada, États-Unis  | |
| Victoire      | 13-0     | Antonio Mendes         | Soumission (coups de poing)          | UFC 84: Ill Will                     | 24 mai 2008       | 1     | 2:24  | Las Vegas, Nevada, États-Unis  | |
| Victoire      | 12-0     | Houston Alexander      | KO (coups de poing)                  | UFC 78: Validation                   | 17 novembre 2007  | 1     | 3:25  | Newark, New Jersey, États-Unis | |
| Victoire      | 11-0     | Tomasz Drwal           | TKO (coups de poing)                 | UFC 75: Champion vs. Champion        | 8 septembre 2007  | 2     | 4:23  | Londres, Angleterre            | |
| Victoire      | 10-0     | James Irvin            | TKO (blessure au genou)              | UFC 71: Liddell vs. Jackson          | 26 mai 2007       | 1     | 1:06  | Las Vegas, Nevada, États-Unis  | |
| Victoire      | 9-0      | Tatsuya Mizuno         | KO (soccer kick)                     | Pancrase: Rising 2                   | 28 février 2007   | 1     | 4:29  | Tokyo, Japon                   | |
| Victoire      | 8-0      | Vitor Vianna           | TKO (blessure au bras)               | Fury FC 2: Final Combat              | 30 novembre 2006  | 1     | 1:50  | São Paulo, Brésil              | |
| Victoire      | 7-0      | Claudio Godoi          | TKO (coups de poing)                 | Fury FC 2: Final Combat              | 30 novembre 2006  | 1     | 2:06  | São Paulo, Brésil              | |
| Victoire      | 6-0      | Dino Pezao             | TKO (coups de poing)                 | Show Fight 5                         | 9 novembre 2006   | 1     | 4:34  | São Paulo, Brésil              | |
| Victoire      | 5-0      | Dave Dalgliesh         | Soumission (clé de talon)            | Fury Fighting Championship 1         | 27 septembre 2006 | 1     | 1:05  | São Paulo, Brésil              | |
| Victoire      | 4-0      | Claudio Godoi          | Décision unanime                     | Show Fight 4                         | 6 avril 2006      | 3     | 5:00  | São Paulo, Brésil              | |
| Victoire      | 3-0      | Rodrigo Gripp de Sousa | TKO (arrêt du médecin)               | Shooto: Brazil 9                     | 3 décembre 2005   | 2     | 1:14  | São Paulo, Brésil              | |
| Victoire      | 2-0      | Flavio Polones         | KO (coup de poing)                   | Arena Combat Cup 2                   | 5 novembre 2005   | 1     | NC    | São Paulo, Brésil              | |
| Victoire      | 1-0      | Rubens Xavier          | TKO (coups de poing et soccer kicks) | Predador FC 1                        | 10 septembre 2005 | 2     | 4:17  | São Paulo, Brésil              | |